# William T. Redmond

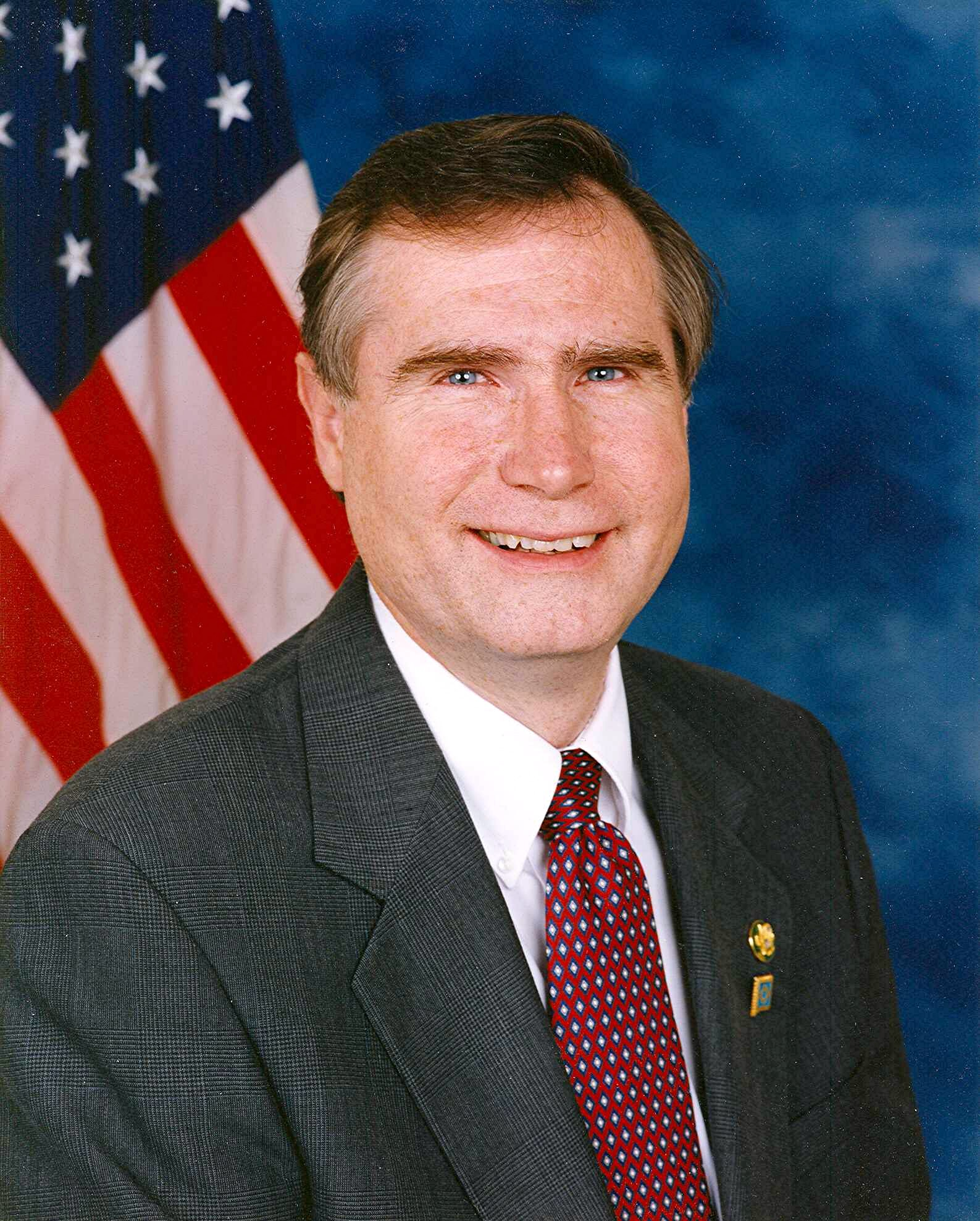
William T. Redmond

William Thomas „Bill“ Redmond (* 28. Januar 1955 in Chicago, Illinois) ist ein US-amerikanischer Politiker. Zwischen 1997 und 1999 vertrat er den dritten Wahlbezirk des Bundesstaates New Mexico im US-Repräsentantenhaus.

## Frühe Jahre
Bill Redmond besuchte die Gage Park High School, das Lincoln Christian College, das Lincoln Christian Seminary in Illinois und die Murray State University in Kentucky. Er wurde als Geistlicher ordiniert und wurde als solcher zwischen 1980 und 1983 Mitglied der Reserve der US-Armee. Ferner wurde er Lehrer und Priester in Santa Fe in New Mexico. Unter anderem hielt er Vorlesungen an der Außenstelle der University of New Mexico in Los Alamos.

## Politische Laufbahn
Redmond wurde Mitglied der Republikanischen Partei und war im Vorstand der Partei in New Mexico. Bei den Kongresswahlen des Jahres 1996 kandidierte er erfolglos gegen Bill Richardson von der Demokratischen Partei für das US-Repräsentantenhaus. Allerdings gab Richardson nur wenige Monate nach seiner Wahl sein Mandat im Kongress auf, um amerikanischer Botschafter bei den Vereinten Nationen zu werden. Die fälligen Nachwahlen konnte dann Redmond mit nur 3000 Stimmen Vorsprung vor seinem Gegenkandidaten Eric Serna für sich entscheiden. Redmond nahm seinen Sitz im US-Repräsentantenhaus am 13. Mai 1997 ein und behielt ihn bis zum Ende der Legislaturperiode am 3. Januar 1999. Bei den Wahlen des Jahres 1998 war er mit 47:53 Prozent der Wählerstimmen gegen Tom Udall unterlegen, der ihn dann am 4. Januar 1999 im Kongress ablöste.